# قصة أو
قصة أو (بالفرنسية: Histoire d'O)‏ هي رواية شبقية نشرت في عام 1954 من قبل الكاتبة الفرنسية آن ديكلوس تحت اسم مستعار هو بولين رياج.
لم تكشف ديكلوس عن نفسها بأنها مؤلفة الرواية لمدة أربعين عاماً بعد نشرها لأول مرة. وزعمت ديكلوس أنها كتبت الرواية على شكل سلسلة من رسائل حب لحبيبها جان بولان. الذي كان مُعجباً بأعمال ماركيز دي ساد. تشترك الرواية في عدة مواضيع مع أعمال ساد مثل الحب والهيمنة والخضوع.